# Eleanor H. Porterová
Eleanor Hodgmanová Porterová (19. prosince 1868 v Littletonu v New Hampshire – 21. května 1920 v Cambridge v Massachusetts) byla americká spisovatelka knih pro děti a pro mládež. Jejími nejslavnějšími knihami jsou Pollyanna (1913) a její pozdější pokračování Pollyanna dorůstá (1915).

## Život
Eleanor se narodila 19. prosince 1868 v Littletonu ve státě New Hampshire jako dcera Llewelly Frenchové (rozené Woolsonové) a Francise Fletchera Hodgmana. Vystudovala zpěv na konzervatoři v Nové Anglii. V roce 1892 se provdala za Johna Lymana Portera a přestěhovala se do Massachusetts. Do roku 1901 se věnovala hudbě, tu ale následně opustila a začala se plně věnovat psaní povídek a později i románů. Zemřela v Cambridge ve státě Massachusetts 21. května 1920 a byla pohřbena na hřbitově Mount Auburn.